# Musaşeyh, Bünyan
Musaşeyh là một xã thuộc huyện Bünyan, tỉnh Kayseri, Thổ Nhĩ Kỳ. Dân số thời điểm năm 2008 là 18 người.